# 고티에
바우터르 "월리" 더 바커르  (Gotye, 1980년 5월 21일~ )는 오스트레일리아의 일렉트로팝 뮤지션으로 벨기에에서 태어나 멜버른에서 자랐다. 십대부터 자신의 침실에서 음악을 만들기 시작했으며, 몇 년간 록 밴드 ‘Downstares’에 리더로 있었다. 그룹이 해산한 뒤, 그는 자르고 붙여넣는 전자음악에 매력을 느껴서, 2003년 자신의 데뷔 앨범인 《Boardface》를 발표한다. 2년 후에는 《Like Drawing Blood》가 이어지고, 오스트레일리아 라디오 방송국인 트리플 제이로부터‘J 어워드’에 추천되었다. 동시에 멜버른의 3인조 인디팝 그룹 “The Basics” 활동을 병행했다. 2011년에는 《Making Mirrors》앨범을 공개해서, 킴브라(Kimbra)가 피처링한 “Somebody That I Used to Know”노래가 빌보드 핫 100과 록 송 차트에서 1위로 등극한다. 이로써 2000년 새비지 가든 이후 미국에서 1위에 오르는 첫 번째 오스트레일리아 아티스트가 된다.

## 음반 목록
- 정규 앨범
  - Boardface (2003)
  - Like Drawing Blood (2006)
  - Making Mirrors (2011)

- 싱글
  - Learnalilgivinanlovin (2006)
  - Hearts a Mess (2007)
  - Eyes Wide Open (2010)
  - Somebody That I Used to Know (2011)
  - I Feel Better (2011)
  - Easy Way Out (2012)